# Passage du Gois
Passage du Gois je silnice ve Francii, která spojuje ostrov Noirmoutier s pevninou. Průjezdnost silnice závisí na výšce přílivu, dvakrát denně je vozovka zaplavená. Existují i další taková místa, ale jedinečnost Gois je jeho výjimečná délka 4,5 km. Výška vody při přílivu bývá v rozsahu od 1,30 m do 4 metrů, v závislosti na koeficientu přílivu. V roce 1999 vedla po silnici trasa 2. etapy cyklistického závodu Tour de France, přitom došlo na mokrém a kluzkém povrchu k hromadnému pádu, který rozdělil peloton a zničil naděje mnoha favoritů. V roce 2011 zde závod Tour de France 1. etapou začínal.
Od roku 1971 je ostrov Noirmoutier spojen s pevninou i mostem.